# We Rise
We Rise ist das erste Studioalbum der neuseeländischen Alternative-Metal-Band Devilskin. Es erschien am 11. Juli 2014 in Eigenregie und erreichte Platz eins der neuseeländischen Albumcharts. We Rise wurde in Neuseeland mit einer Platin-Schallplatte ausgezeichnet.

## Entstehung
Die auf dem Album vertretenen Lieder wurden von der Band in einem Zeitraum von mehreren Jahren geschrieben, so dass keine große Vorproduktion nötig war. Vor den Aufnahmen setzten sich die Musiker für einen kurzen Zeitraum mit dem Produzenten Clint Murphy zusammen. Insgesamt enthält das Album zwölf Lieder und drei akustische Interludien. Die eigentlichen Aufnahmen fanden innerhalb von drei Wochen in den York St Studios im neuseeländischen Auckland statt. Weitere Aufnahmen fanden in den Rockfield Studios im walisischen Monmouth, wo unter anderem Queen im Jahre 1975 ihr Album A Night at the Opera aufnahmen. Für die Lieder Start a Revolution, Never See the Light, Little Pills und Fade wurden Musikvideos gedreht.

## Hintergrund
In Little Pills verarbeitet Jennie Skulander eigene Erfahrungen. Nach dem Ende einer Liebesbeziehung verlor sie zusätzlich ihren Job. Sie zog nach Neuseeland und nahm Antidepressiva ein. Nachdem sie anfing, diese „kleinen Pillen“ zu nehmen, fühlte sie sich plötzlich überglücklich. Ihre gescheiterte Beziehung ist ebenfalls Thema des Liedes. 
Das Lied Never See the Light widmete Jennie Skulander ihrem Freund Shoki Kamishima, der im Jahre 2010 verstarb. Kamishima konnte zu Lebzeiten die Geräusche von Delfinen imitieren und erschreckte gerne Menschen in Kneipen mit dieser Kunst. Eine Aufnahme davon ist am Anfang des Liedes zu hören.
In dem Lied Violation verarbeitet Jennie Skulander einen Einbruch in ihre Wohnung. Zwar wurden die Täterinnen verhaftet, jedoch wurden sie nicht verurteilt. Zur gleichen Zeit wie der Einbruch verstarben ihre Großmutter sowie der Vater ihres damaligen Freundes. Skulander kritisiert in dem Lied zusätzlich die neuseeländische Justiz, die ihrer Meinung nach zu niedrige Strafen verhängt.
Burning Tree und Dirt wurden jeweils von Paul Martin geschrieben. In Burning Tree werden die Schattenseiten der Realität beschrieben, während Dirt davon handelt, dass alle Menschen nach ihrem Tod zu Dreck werden.

## Rezeption
Marcel Rudoletzky vom deutschen Magazin Metal Hammer bezeichnete die Musik von Devilskin als „kraftvolle, moderne Rock- und Metal-Mixtur“, die sich „hinter anderen Größen nicht verstecken braucht“. Er hob das „starke und abwechselungsreiche Songwriting“ der Band hervor und bezeichnete We Rise als ein „verdammt gutes Erstwerk“.
Das Album We Rise stieg auf Platz eins der neuseeländischen Albumcharts ein und hielt sich 37 Wochen lang in der Hitparade. Zwei Wochen nach der Veröffentlichung erhielt das Album bereits eine Goldene Schallplatte. Für mehr als 15.000 verkaufte Einheiten des Albums in Neuseeland wurde We Rise schließlich im Frühjahr 2015 mit Platin ausgezeichnet. Die Single Start a Revolution erreichte in den Singlecharts Platz 28.

## Wiederveröffentlichung
Am 26. Februar 2016 wurde das Album weltweit über das Label Rodeostar veröffentlicht.